# Asxanakəran
Asxanakəran è un comune dell'Azerbaigian situato nel distretto di Astara. Conta una popolazione di 1 066 abitanti.